# Naneva hespera
Naneva hespera is een borstelworm uit de familie Terebellidae. Het lichaam van de worm bestaat uit een kop, een cilindrisch, gesegmenteerd lichaam en een staartstukje. De kop bestaat uit een prostomium (gedeelte voor de mondopening) en een peristomium (gedeelte rond de mond) en draagt gepaarde aanhangsels (palpen, antennen en cirri).
Naneva hespera werd in 1919 voor het eerst wetenschappelijk beschreven door Ralph Vary Chamberlin. Het is de typesoort van het geslacht Naneva dat Chamberlain toen ook beschreef. De soort is ongeveer 40 mm lang met circa 130 segmenten. Ze werd aangetroffen aan de kust van Californië bij het Balboa-schiereiland nabij Newport Beach.